# Curtis Jones
Curtis Julian Jones (* 30. ledna 2001 Liverpool) je anglický profesionální fotbalista, který hraje na pozici středního záložníka za anglický klub Liverpool FC a za anglický národní tým do 21 let.

## Klubová kariéra

### Liverpool
Jones se narodil v Liverpoolu rodičům z Británie a Nigérie a do akademie Liverpoolu nastoupil ve věku devíti let. Poté, co debutoval v týmu do 23 let v lednu 2018, podepsal Jones svou první profesionální smlouvu dne 1. února 2018.
Jones debutoval v A-týmu 7. ledna 2019 ve třetím kole FA Cupu proti Wolverhamptonu Wanderers.

#### Sezóna 2019/20
Jones debutoval v sezóně 25. září 2019 v zápase EFL Cupu proti Milton Keynes Dons. V následujícím zápase v této soutěži proměnil vítěznou penaltu v penaltovém rozstřelu proti Arsenalu. Debut v Premier League si odbyl 7. prosince 2019, když v 76. minutě utkání proti AFC Bournemouth vystřídal Andrewa Robertsona.
Dne 5. ledna 2020 se poprvé střelecky prosadil v A-týmu Liverpoolu, když vstřelil jedinou branku utkání FA Cupu proti Evertonu na Anfieldu. Ve věku 18 let a 340 dní se Jones stal nejmladším střelcem v Merseyside derby od roku 1994, když se prosadil Robbie Fowler. V dalším kole soutěže, o tři týdny později, znovu skóroval, a to při remíze 2:2 nad Shrewsbury Town a stal se prvním teenagerem, který se prosadil ve dvou po sobě jdoucích zápasech v dresu Liverpoolu od roku 2014, kdy se to povedlo Raheemu Sterlingovi. 5. února 2020 se Jones stal nejmladším kapitánem Liverpoolu – v 19 letech a 5 dnech – když měl kapitánskou pásku při pohárovém vítězství 1:0 nad Shrewsbury; tým Liverpoolu s průměrným věkem 19 let a 102 dní byl historicky nejmladším v historii klubu.
Dne 4. července 2020 podepsal Jones s klubem novou dlouhodobou smlouvu. 22. července nastoupil do utkání proti Chelsea, ve kterém pomohl týmu k zajištění ligového titulu.

#### Sezóna 2020/21
Dne 24. září vstřelil dva góly v rozmezí čtyř minut v zápase proti Lincoln City v EFL Cupu a byl zvolen hráčem utkání. Kvůli zraněním záložníků Jordana Hendersona, Jamese Milnera, Thiaga Alcântary, Nabyho Keïty a Alexe Oxladea-Chamberlaina a přesunem Fabinha na pozici stopera se role Jonese v týmu zvýšila a v průběhu sezóny odehrál celkem 34 utkání.
Dne 1. prosince 2020 vstřelil svůj první gól v Lize mistrů, a to při vítězství 1:0 nad Ajaxem, díky čemuž zajistil Liverpoolu postup do vyřazovací fáze soutěže. 28. února 2021 vstřelil Jones svůj první, a zároveň jediný, ligový gól v sezóně při výhře 2:0 nad Sheffieldem United.

## Reprezentační kariéra
Dne 2. října 2020 byl Jones poprvé povolán do anglické jednadvacítky a v týmu debutoval při remíze 3:3 proti Andoře o pět dní později. Svůj první gól za tým do 21 let vstřelil při výhře 3:1 nad stejným soupeřem, a to 13. listopadu 2020 na stadionu Molineux.
Dne 14. června 2023 byl Jones zařazen do anglického týmu pro Mistrovství Evropy hráčů do 21 let 2023. Dne 8. července 2023 byl Jones připsán jako střelec vítězného gólu ve finále proti Španělsku, kdy se po volném kopu Coleho Palmera míč odrazil od něj do brány. Byl jmenován hráčem zápasu ve finále, ve kterém Anglie vyhrála turnaj poprvé od roku 1984. Jeho výkony během turnaje vedly k tomu, že byl vybrán technickou pozorovací komisí UEFA do týmu turnaje.
Dne 21. května 2024 byl Jones poprvé povolán do seniorského týmu jako součást 33členného předběžného týmu pro UEFA Euro 2024. Později však byl vyřazen z konečné 26členné nominace. Byl povolán Leem Carsleym na zápasy Ligy národů UEFA v listopadu 2024. Dne 14. listopadu 2024 Jones odehrál svůj první zápas za Anglii proti Řecku a vstřelil svůj první gól za seniorský tým Anglie patičkou do vzdáleného rohu v zápase Ligy národů UEFA.

## Statistiky

### Klubové
K 8. srpnu 2023
| Klub      | Sezóna  | Liga           | Liga   | Liga | FA Cup | FA Cup | EFL Cup | EFL Cup | Evropské poháry | Evropské poháry | Ostatní | Ostatní | Celkem | Celkem |
| Klub      | Sezóna  | Liga           | Zápasy | Góly | Zápasy | Góly   | Zápasy  | Góly    | Zápasy          | Góly            | Zápasy  | Góly    | Zápasy | Góly   |
| --------- | ------- | -------------- | ------ | ---- | ------ | ------ | ------- | ------- | --------------- | --------------- | ------- | ------- | ------ | ------ |
| Liverpool | 2018/19 | Premier League | 0      | 0    | 1      | 0      | 0       | 0       | 0               | 0               | —       | —       | 1      | 0      |
| Liverpool | 2019/20 | Premier League | 6      | 1    | 4      | 2      | 2       | 0       | 0               | 0               | 0       | 0       | 12     | 3      |
| Liverpool | 2020/21 | Premier League | 24     | 1    | 2      | 0      | 2       | 2       | 5               | 1               | 1       | 0       | 34     | 4      |
| Liverpool | 2021/22 | Premier League | 15     | 1    | 4      | 0      | 4       | 0       | 4               | 0               | —       | —       | 27     | 1      |
| Liverpool | 2022/23 | Premier League | 18     | 3    | 2      | 0      | 0       | 0       | 2               | 0               | 1       | 0       | 23     | 3      |
| Celkem    | Celkem  | Celkem         | 63     | 6    | 13     | 2      | 8       | 2       | 11              | 1               | 2       | 0       | 97     | 11     |

## Ocenění

### Klubové

#### Liverpool
- Premier League: 2019/20[37]
- Mistrovství světa klubů: 2019[38]
- Community shield: 2021
- EFL Cup: 2021/22
- FA Cup: 2021/22